# Icius pallidulus
Icius pallidulus är en spindelart som beskrevs av Nakatsudi 1943. Icius pallidulus ingår i släktet Icius och familjen hoppspindlar. Inga underarter finns listade i Catalogue of Life.